# Neuontobotrys lanata
Neuontobotrys lanata là một loài thực vật có hoa trong họ Cải. Loài này được (Walp.) Al-Shehbaz mô tả khoa học đầu tiên năm 2006.